# David Clendenin
David Clendenin (* um 1779) war ein US-amerikanischer Politiker. Zwischen 1814 und 1817 vertrat er den Bundesstaat Ohio im US-Repräsentantenhaus.

## Werdegang
Weder das genaue Geburtsdatum noch der Geburtsort von David Clendenin sind überliefert. Auch über seine Schulausbildung gibt es keine Informationen. Um das Jahr 1806 zog er vom Harford County in Maryland in die Nähe von Struthers in Ohio. Später arbeitete er im Trumbull County in der Eisenverarbeitung. Während des Britisch-Amerikanischen Krieges diente er zunächst als Oberleutnant in einer Artillerieeinheit der Staatsmiliz und später als Zahlmeister in der US Army. Politisch schloss er sich der Demokratisch-Republikanischen Partei an.
Nach dem Rücktritt des Abgeordneten Reasin Beall wurde Clendenin bei der fälligen Nachwahl für den sechsten Sitz von Ohio als dessen Nachfolger in das US-Repräsentantenhaus in Washington, D.C. gewählt, wo er am 11. Oktober 1814 sein neues Mandat antrat. Nach einer Wiederwahl konnte er bis zum 3. März 1817 im Kongress verbleiben. Nach dem Ende seiner Zeit im US-Repräsentantenhaus verliert sich seine Spur. Weder sein Sterbeort noch sein Sterbedatum sind bekannt.